# 松永安彦
松永 安彦（まつなが やすひこ、1860年4月16日（万延元年3月26日） - 1931年（昭和6年）2月1日）は、明治時代の政治家。貴族院多額納税者議員。旧姓・内藤。

## 経歴
駿府三番町（現静岡県静岡市葵区三番町）出身。内藤翠嶺の二男として生まれ、富士郡平垣村（加島村、富士町を経て現富士市平垣）の松永正方の婿養子となる。1871年（明治4年）に家督を相続した。1880年（明治13年）平垣村会議員に当選。ついで加島村会議員、静岡県会議員、加島村長、富士郡会議員などを歴任した。
1897年（明治30年）静岡県多額納税者として貴族院議員に互選され、同年9月29日から1904年（明治37年）9月28日まで在任した。富士駅の開設、富士身延鉄道の開通、富士製紙第八工場の誘致などに尽力した。

## 家族
- 実父・内藤翠嶺 - 静岡藩士
- 養父・松永省耕（別名・安兵衛、正方、1817-1871） - 農業。地元の開発のために多くの献金をし、大区長、蚕種組合副頭取などを兼任、『養蚕小学』を著した
- 妻・くに - 松永省耕の二女
- 長男・安衞 - 早稲田大学政治経済科を卒業し、父親が頭取の加島銀行、富士川銀行の重役となる。前妻・鶴は大沢謙二の娘、後妻・末子は公爵三条実美の娘[7][8]。
- 三女・みち - 2代目西川忠亮の妻